# Макроцистидія
Макроцистидія (Macrocystidia) — рід грибів родини маразмієві (Marasmiaceae). Назва вперше опублікована 1934 року.

## Поширення та середовище існування
В Україні зростає макроцистидія огіркова (Macrocystidia cucumis).

## Гелерея

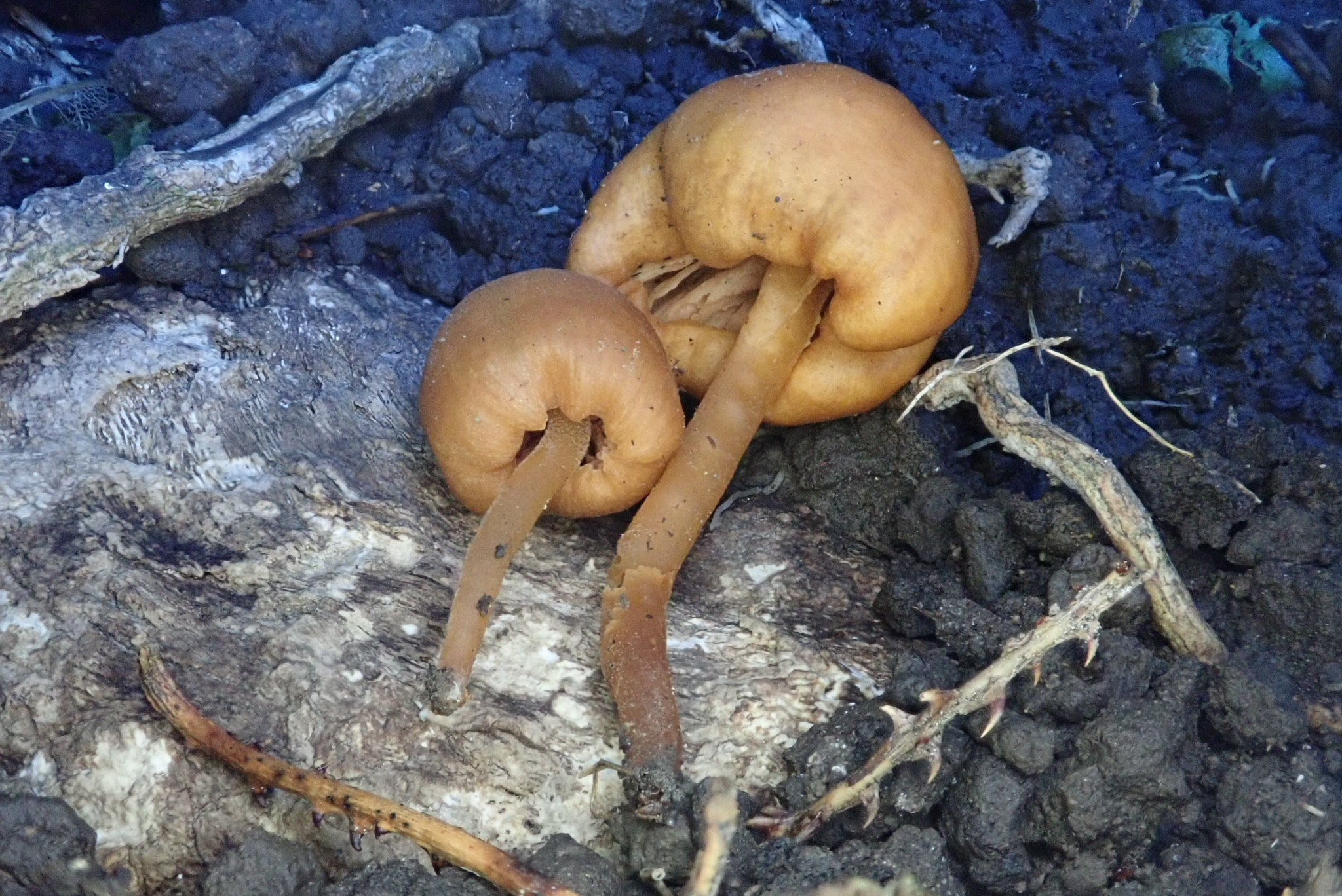
Macrocystidia reducta
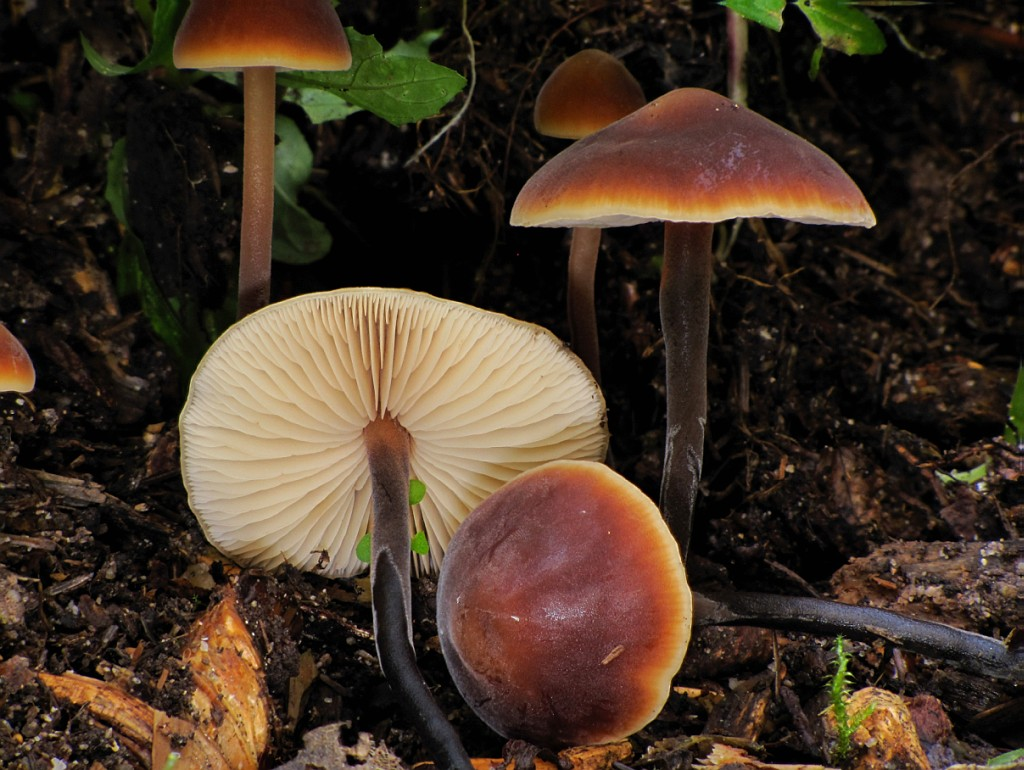
Macrocystidia cucumis